# Thea Musgrave
Thea Musgrave, född den 28 maj 1928 i Edinburgh, är en skotsk pianist och kompositör av opera och klassisk musik och har varit verksam i USA sedan 1972.

## Biografi
Musgrave studerade vid universitetet i Edinburgh och i Paris som en elev av Nadia Boulanger 1950-54. År 1958 deltog hon i Tanglewood Festival och studerade med Aaron Copland. År 1970 blev hon gästprofessor vid University of California, Santa Barbara, en position som bekräftade hennes ökande engagemang i musiklivet i USA. Hon gifte sig med den amerikanske violasten och operadirigenten Peter Mark 1971. Från 1987 till 2002 var hon professor vid Queene’s College, City University of New York.
Av Musgraves tidigare orkesterverk, Konsert för orkester, 1967, och Konsert för horn, 1971, framgår kompositörens rådande fascination för "dramatisk-abstrakta" musikaliska idéer. Fler nyare produktioner upprätthåller denna idé men ibland på ett mer programmerat sätt: såsom oboekonserten Helios, 1994, där solisten representerar Solguden. 
En annan vanlig källa till inspiration är bildkonst - The Seasons hämtade sin ursprungliga inspiration från ett besök i New Yorks Metropolitan Museum of Art, medan Turbulent Landscapes (på uppdrag av Boston Symphony Orchestra och uruppförd av dem 2003) skildrar en serie målningar av JMW Turner. 
Musgrave har skrivit mer än ett dussin operor och andra musikteaterverk, många med en historisk person som sin huvudperson, som The Voice of Ariadne (1973), Mary, Queen of Scots (1977), Harriet, the Woman called Moses (Harriet, kvinnan kallad Moses, 1984), Simón Bolívar (1993; premiär 1995 på Virginia Opera) och Pontalba (2003).
År 2008 präglades Thea Musgraves åttionde födelsedag av premiärer av Points of View, Green, Cantilena, Taking turns och andra framträdanden.

## Hedersbetygelser
- Musgrave har tilldelats Koussevitzky Award (1974) och två Guggenheim Fellowship (1974/5 och 1982/3).
- Hon är hedersdoktor vid Old Dominion University (Virginia), Glasgow University, Smith College och New England Conservatory i Boston.
- År 2002 utsågs hon till kommendör av Knight Commander of the Order of the British Empire (CBE).